# Hermann Weiß
Hermann Weiß (Gunzenhausen, 29 de febrero de 1932- 11 de octubre de 2015) fue un historiador y escritor, cuya investigación principal se centró en el nacionalsocialismo.

## Vida
Weiß estudió filología alemana, historia y filología inglesa en la Universidad de Múnich y la Universidad de Tubinga, respectivamente. Desde 1961 hasta 1997 trabajó como colaborador en el Instituto de Historia Contemporánea (en alemán, Institut für Zeitgeschichte (IfZ)) en Múnich, y desde 1972 también como director adjunto del archivo de dicho instituto. En 1979/80 llegó a dirigirlo provisionalmente. 
La temática principal de su trabajo se centraba en la historia del nazismo, así como en la historia contemporánea. Conjuntamente con Wolfgang Benz y Hermann Graml fue el editor de la enciclopedia de referencia sobre el nacionalsocialismo (en alemán, Enzyklopädie des Nationalsozialismus). Asimismo, fue editor del diccionario biográfico sobre el Tercer Reich (en alemán, Biographisches Lexikon zum Dritten Reich).

## Obras

### Adaptaciones
- Robert S. Wistrich: Wer war wer im Dritten Reich. Anhänger, Mitläufer, Gegner aus Politik, Wirtschaft, Militär, Kunst und Wissenschaft. Harnack, München 1983, ISBN 3-88966-004-5 (edición retocada y ampliada en alemán por Hermann Weiß de Who’s who in Nazi Germany. Weidenfeld and Nicolson, London 1982); por última vez en 1993.
- Conjuntamente con Heinz Boberach und Rolf Thommes: Ämter, Abkürzungen, Aktionen des NS-Staates. Handbuch für die Benutzung von Quellen der nationalsozialistischen Zeit. Amtsbezeichnungen, Ränge und Verwaltungsgliederungen, Abkürzungen und nichtmilitärische Tarnbezeichnungen. Por encargo del Instituto de Historia Contemporánea. Saur, München 1997, ISBN 3-598-11271-8.

### Editoriales
- con Paul Hoser: Los nacionalistas alemanes y la destrucción de la República de Weimar. Recogido del diario de Reinhold Quaatz 1928 –1933 (= serie de publicaciones de Cuadernos de medio siglo sobre la historia contemporánea. Tomo 59). Oldenbourg, Múnich 1989, ISBN 3-486-64559-5.
- Conjuntamente con Wolfgang Benz y Hermann Graml: Enciclopedia del Nacionalsocialismo (en alemán, Enzyklopädie des Nationalsozialismus). Klett-Cotta, Stuttgart 1997; 5. Edición 2007, ISBN 978-3-423-34408-1.
- Diccionario biográfico sobre el Tercher Reich (en alemán, Biographisches Lexikon zum Dritten Reich). S. Fischer, Frankfurt am Main 1998, ISBN 3-10-091052-4 (ampliada y retocada de Wer war wer im Dritten Reich, véase arriba).

### Ensayos
- Los registros de Hermann Göring en el Instituto de Historia Contemporánea. En: Cuadernos de medio siglo sobre la historia contemporánea (en alemán, Vierteljahrshefte für Zeitgeschichte). Tomo 31 (1983), Páginas 365–368 (PDF).
- Le fonti sulla storia del collaborazionismo nell’Institut für Zeitgeschichte di Monaco. En: Luigi Cajani, Brunello Mantelli (Eds.): Una certa Europa. Il collaborazionismo con le potenze dell’Asse 1939–1945. Le fonti. Fondazione Luigi Micheletti, Brescia 1994, Páginas 89–116.